# 那須資藤
那須 資藤（なす すけふじ）は、南北朝時代の武将。那須氏9代当主。
8代当主・那須資忠（太郎・太郎左衛門・安芸守・金江英秋月桂院）の子として誕生。南北朝の騒乱の際には北朝に味方した。
正平4年/貞和5年（1349年）からの観応の擾乱では足利尊氏方につき転戦したが、正平10年/文和4年（1355年）、足利直冬との戦いで弟・蘆野資方（蘆野氏の祖）らと共に戦死した。
家督は子・資世（安王丸・太郎・越後守）が継いだ。資藤の子から金丸氏、金枝氏、小滝氏などの支流が分かれている。